# Dasanal, Parasgad
Dasanal là một làng thuộc tehsil Parasgad, huyện Belgaum, bang Karnataka, Ấn Độ.